# 雙簾冰川
77°39′S 163°31′E / 77.650°S 163.517°E
雙簾冰川（英語：Double Curtain Glacier），是南極洲的冰川，位於維多利亞地的斯科特海岸，流經庫克里山南坡，由羅伯特·斯科特率領的英國探險隊繪入地圖，現時由南極條約體系管理。